# Live at the Royal Albert Hall (album d'Adele)
Pour les articles homonymes, voir Live at the Royal Albert Hall.
Albums de Adele
21
(2011) 25
(2015)
Live at the Royal Albert Hall est un album live et un album vidéo de l'auteure-compositrice-interprète anglaise Adele, sorti le 27 novembre 2011 au Royaume-Uni et le 29 novembre 2011 aux États-Unis et en Australie. Le concert a été enregistré dans le cadre de la tournée Adele Live d'Adele au Royal Albert Hall de Londres, comprenant des chansons de ses best-sellers mondiaux 19 et 21.
Le 26 octobre 2011, il a été annoncé qu'Adele publierait son concert au Royal Albert Hall de sa tournée Adele Live sur DVD et Blu-ray avec un CD d'accompagnement. La sortie comprenait 90 minutes de séquences de concert en plus des coulisses. La liste des morceaux comprend des chansons tirées des albums 19 et 21 d'Adele ainsi que des reprises de I Can't Make You Love Me de Bonnie Raitt et If It Hadn't Been for Love des SteelDrivers. Dans le cadre du lancement, le DVD a été projeté dans les cinémas de 26 villes à travers le monde.
Live at the Royal Albert Hall détient le record du plus grand nombre de semaines passées à la première position aux États-Unis pour un DVD de musique d'une artiste féminine. L'album s'est vendu à plus de trois millions d'exemplaires dans le monde. La version live de Set Fire to the Rain tirée du disque a remporté le Grammy Award de la meilleure performance pop solo lors de la 55e cérémonie en 2013.